# 해주 김씨
해주 김씨(海州金氏)는 황해남도 해주시를 본관으로 하는 한국의 성씨이다.
시조 김우한(金佑漢)은 신라 경순왕 김부(新羅 敬順王 金傅)의 후예로, 조선조에 문과를 급제하고 대동 찰방(大同 察訪)을 지냈다.

## 역사
《김씨 분관록》･《증보문헌비고》･《조선씨족통보》등의 문헌에 의하면 시조 김우한(金佑漢)은 1504년(연산군 10) 별시 문과에 급제하고, 목사(牧使)를 지냈다고 한다. 《조선왕조실록》및 『국조문과방목(國朝文科榜目)』에 김우한(金佑漢)은 일명 김우근(金佑謹)이며, 교서관 겸관(校書館 兼官), 형조 정랑((刑曹正郞), 평안도 대동 찰방(大同 察訪)을 지냈다고 한다.
본관을 해주(海州)로 하게 된 연유에 대해서는 확실하지 않으며, 국조방목(國朝榜目)에 그의 본관이 해주(海州)로 되어 있다. 일설에 구 안동 김씨에서 분관하였다고 한다.

### 선계에 대해
일설에 시조 김우한(金佑漢)의 선계를 고려말 안렴사(按廉使)를 지내고 고려가 망하자 불사이군(不事二君)의 충절을 지켜 벼슬에서 물러나 두문동(杜門洞)에 은거(隱居)한 김사렴(金士廉)이 원조라 한다.
그러나 『고려명신전(高麗名臣傳)』에 원조 김사렴(金士廉)은 본관이 안동(安東)으로 평장사(平章事)를 지냈으며, 상장군 김방경(金方慶)의 후손이라 한다.

## 본관
해주(海州)는 황해도 남해안에 위치한 도청소재지이다. 고조선 시대에 대방군(帶方郡)에 속하여 고죽(孤竹)으로 불렸다. 고구려 때에는 내미홀(內米忽) 또는 지성(池城)‧장지(長池) 등으로 불리다가, 통일신라 748년(신라 경덕왕 7)에 폭지군(瀑池郡)으로 개칭했다. 936년(고려 태조 19)에 태조가 남쪽이 바다와 접하고 있다고 하여 해주를 사명(賜名)했다고 전해지며, 성종 때 와서는 별호로 대령(大寧)‧서해(西海) 등으로 불리기도 하였다. 983년(성종 2)에 해주목으로 승격되었다. 1616년(광해군 8) 현으로 강등되었다가 1623년(인조 1)에 다시 목으로 복구되었다. 1895년(고종 32) 지방제도 개정으로 해주부가 설치되었고, 1896년 도제 실시로 황해도의 도청소재지가 되었다. 1945년 해주시로 개편되었다. 1954년 북한의 관제 정비로 황해남도에 편입되었다.

## 주요 인물

### 조선
- 김우한(金佑漢) : 연산군 때 별시 문과에 급제하여 교서관 겸관(校書館兼官), 형조 정랑, 대동찰방(大同察訪)에 이어 목사(牧使)를 지냈다.[4]
- 김정(金鼎) : 김우한(金佑漢)의 손자, 김종지(金宗砥) 아들, 1524년(중종 19) 별시 병과에 급제하여 교서관교리(校書館校理), 이조참판(吏曹參判)을 거쳐 이조판서(吏曹判書)에 올라 가문을 중흥시킴
- 김정두(金鼎斗) : 김면성(金勔成)의 아들, 현감(縣監)
- 김양호(金良浩) : 동지중추부사(同知中樞府事)

### 과거 급제자
조선시대 문과 급제자 2명, 무과 급제자 29명, 사마시 8명을 배출했다.
문과
김우한(金佑漢), 김정(金鼎)
무과
김갑복(金甲卜), 김광면(金光沔), 김광언(金光彦), 김귀남(金貴男), 김득남(金得男), 김만득(金晩得), 김백(金伯), 김복연(金復淵), 김성원(金聲遠), 김순천(金順天), 김시휘(金始輝), 김시흘(金時屹), 김영경(金英慶), 김의형(金義亨), 김이추(金莅湫), 김인칠(金寅七), 김정엽(金鼎燁), 김종백(金宗白), 김준달(金俊達), 김준해(金俊海), 김중철(金重哲), 김창세(金昌世), 김채려(金彩麗), 김천립(金天立), 김첨(金瞻), 김춘학(金春鶴), 김향남(金香男), 김현(金鉉), 김희장(金希璋)
생원
김대하(金大夏), 김승옥(金承玉), 김원일(金元一)
진사
김계정(金啓晶), 김시태(金時泰), 김원일(金元一), 김정(金鼎), 김현(金鉉)

## 조선 왕실과의 인척 관계
- 순천군(태조 이복 아우 의안대군의 아들)비 삼한국대부인 김씨

## 분파
- 종파(宗派) : 파조 김세연(金世淵) - 판서 김정(金鼎)의 아들
- 개성파(開城派) : 파조 김세호(金世浩) - 판서 김정(金鼎)의 아들
- 장성파(長城派) : 파조 김천월(金天月) - 현감 김정두(金鼎斗)의 아들
- 나주파(羅州派) : 파조 김천삼(金天參) - 현감 김정두(金鼎斗)의 아들

## 집성촌
평안남도 영원군 일원
평안남도 안주군 대니면 남상계리
평안북도 태천군 강서면 용봉동
평안북도 선천군 군산면 진석동
평안북도 영변군 봉산면 일원
평안북도 정주군 안흥면 안의동
충청북도 청원군 오창면
인천광역시 중구 운남동

## 인구
2015년 6,652명